# God in Frankrijk
God in Frankrijk is de derde single van de Vlaamse popgroep Mama's Jasje. De single werd in 1991 op een 7"-grammofoonplaat uitgebracht en werd pas in 2009 opnieuw uitgebracht op het album Morgen zal het anders zijn.

## Tracklist
- 'God in Frankrijk'
- 'Morgen zal het anders zijn'